# Acid gras esențial
Acizii grași esențiali sunt acizii grași care sunt necesari în alimentația omului și a animalelor, deoarece organismul acestora nu este capabil să sintetizeze acești compuși prin procese de anabolism.
Doar doi dintre acizii grași cunoscuți sunt esențiali pentru om: acidul alfa-linolenic (un acid gras omega-3) și acidul linoleic (un acid gras omega-6). Alți acizi grași pot fi „condițional esențiali”, în sensul în care aceștia pot deveni esențiali în anumite condiții; exemplele includ acidul docosahexaenoic (un acid gras omega-3) și acidul gama-linolenic (un acid gras omega-6).